# Kalksee (Rüdersdorf)
Der Kalksee ist ein Gewässer im Süden von Rüdersdorf im Landkreis Märkisch-Oderland östlich von Berlin. Der Name leitet sich ab von der Nähe der im Land Brandenburg einmalig vorkommenden Kalksteinlagerstätte Rüdersdorf. Er ist Bestandteil der Bundeswasserstraße Rüdersdorfer Gewässer (RüG) mit der Wasserstraßenklasse III, zuständig ist das Wasserstraßen- und Schifffahrtsamt Spree-Havel. Der Kalksee wird zum Baden, Wassersport und als Transportweg genutzt. Der See grenzt im Süden und Westen an Woltersdorf, im Norden und Osten an Rüdersdorf.

## Geschichte
Der Kalksee entstand am Ende der letzten Eiszeit. Er ist Teil einer glazialen Rinne der schmelzenden Gletscher, die in das Berliner Urstromtal entwässerten. Unmittelbar nördlich des Kalksees liegen die Rüdersdorfer Kalkberge, die dem Kalksee seinen Namen gaben.

### Freibad Rüdersdorfer Kalksee

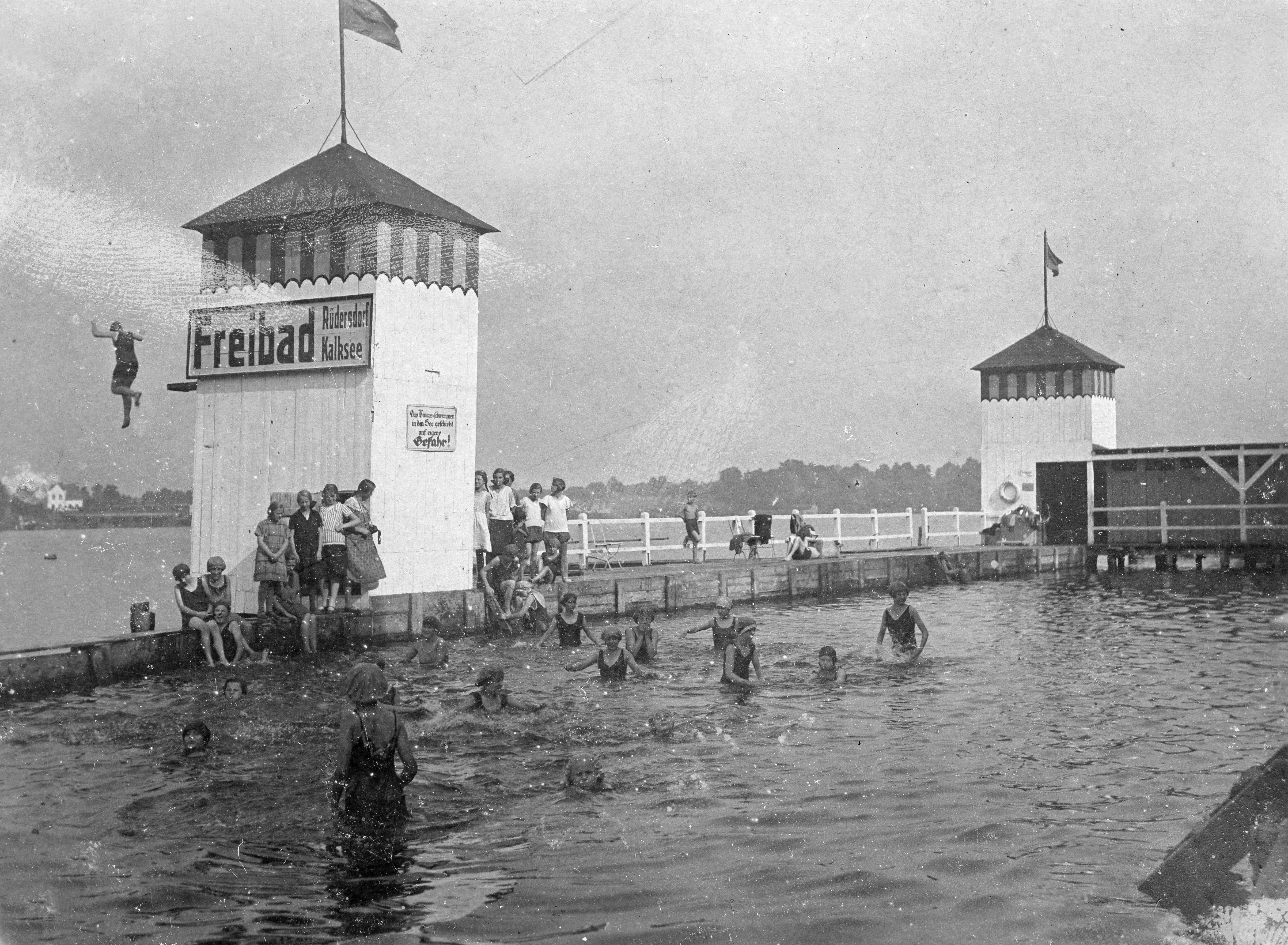
Freibad im Kalksee um 1930

Zu Beginn des 20. Jahrhunderts, als vor allem die Städter das Baden und Schwimmen in freien Gewässern für sich entdeckten, etablierte sich am Ostufer des Kalksees eine große Freibadeanstalt. Diese bestand aus einem Nichtschwimmerbecken und einem mittels Bojen abgesteckten Schwimmerbereich, der jedoch „auf eigene Gefahr zu benutzen war“. Zwei große Sprungtürme auf den Trennstegen wurden von den Besuchern gern genutzt. Die Badeanstalt wurde später entfernt. Nach zahlreichen Umgestaltungen besteht aber weiterhin ein Strandbad.

## Gewässerökologie
Trotz seines Namens ist der Kalksee ein sauberer Badesee und seit etwa 2002 mit der blauen EU-Flagge für klares Gewässer ausgezeichnet.
Der zehn Meter tiefe Kalksee dient außerdem als Tauchsportrevier, wofür im Jahr 2003 eine Tauchsportbasis eröffnet wurde. Das Gewässer wird darüber hinaus von Freizeitanglern und Berufsfischern genutzt, über das Vorhandensein von Hechten wurde berichtet.

## Schifffahrt
Parallel zum intensiven Badebetrieb führten die Freibadbesitzer einen Ruderbootverleih. Das hat sich ebenfalls bis heute erhalten. Am Ende des 20. Jahrhunderts erfolgte eine Intensivierung des Bootssports, ein Ruderverein (Rüdersdorfer Ruderverein Kalkberge e. V. – RRVK) gründete sich und veranstaltet regelmäßig Wettfahrten, unter anderem die Rüdersdorfer Frühjahrsregatta, zudem fanden in den letzten Jahren Meisterschaften des deutschen Rudersports statt, u. a. die Ruder-Bundesliga, der Bundeswettbewerb der Kinder und Jugendlichen und ein Wanderrudertreffen.
Des Weiteren gibt es den Motorsportclub Kalksee e. V., der unter anderem Drachenbootrennen organisiert. Ein Jachthafen für Segelboote vervollständigt die Zusammenstellung.
Vor allem wird über diese Wasserstraße seit Jahrzehnten der Zement aus dem Zementwerk Rüdersdorf nach Berlin oder über die Spree-Oder-Wasserstraße und die Havel-Oder-Wasserstraße bis nach Polen transportiert.

## Besitzgeschichte
Um 1240 kam der Kalksee zusammen mit den angrenzenden Gewässern und dem Land östlich von ihm in den Besitz des Zisterzienser-Klosters Zinna. Der Kalksee verblieb im Klosterbesitz bis zur Auflösung des Klosters Zinna im Jahre 1553. Von da an gehörte der Kalksee zum Domänenamt Rüdersdorf. Der Kalksee und die angrenzenden Gewässer bildeten von da an die Wassergrenze der Kreise Ober- und Niederbarnim bis 1817, ab diesem Jahr gehörte auch sein Ostufer zum Niederbarnim. Der Kalksee kam 1952 mit der Auflösung des Forstgutbezirks Rüdersdorfer Heide an die Gemeinde Rüdersdorf.

## Uferbebauung
Nur die Nord-, West- und Süduferbereiche sind mit Wegen erschlossen und mit Wohngebäuden bebaut.

### Nordufer (Kalkberge)
Bereits in der Klosterzeit wurde am Nordufer des Kalksees der Rüdersdorfer Kalkstein abgebaut und als Baumaterial über den Kalksee durch die Woltersdorfer Schleuse und den Flakensee auf der Spree nach Berlin geschifft. Der Kalkgraben und der Kalksee bildeten die Keimzelle der Bergarbeitersiedlung Kalkberge, die 1931 mit Rüdersdorf zusammengelegt wurde. Am Nordufer eröffnete um das Jahr 2005 das Haus am Kalksee, eine diakonische Pflegeeinrichtung.

### Ostufer (Rüdersdorfer Heide)
Vor dem 19. Jahrhundert standen am Ostufer des Kalksees lediglich ein Försterhaus und eine Ziegelei in der Rüdersdorfer Heide. Um 1800 entstand anstelle der Ziegelei eine Gastwirtschaft in der Theodor Fontane 1887 den Sommer verbrachte. In den frühen 1920er Jahren entstand durch die Siedlungsgesellschaft Niederbarnim am Forsthaus die Rüdersdorfer Waldsiedlung. 1967 wurde das Evangelisch-Freikirchliche Krankenhaus direkt neben dem Freibad errichtet, das im Oktober unter der Leitung von Medizinalrat Heinz Wack seinen Betrieb aufnahm. Die früher dort vorhandenen Bauten der Filmproduktion ließ die Krankenhausleitung nahezu völlig abreißen und beseitigen. Nach der Wende, im Juli 1991 übernahm die Immanuel-Diakonie das Krankenhaus. Unmittelbar neben dem Krankenhaus entstand im Juni 1995 die Reha-Einrichtung Klinik am See.

### Westufer (Woltersdorf)
Am Westufer des Kalksees gibt es Funde aus der Bronzezeit und der Slawenzeit. Diese wurden um 1900 von Hermann Busse ausgegraben und datiert. 1721 entstand der Woltersdorfer Kietz am südlichen Westufer, 1880 entstand mit dem Bau einer Chaussee die Kolonie Stolpbrück an seinem nördlichen Westufer. Zwischen den beiden Siedlungen gründete und betrieb der Regisseur Joe May im Ersten Weltkrieg bis in die Weimarer Republik die Filmstadt Woltersdorf. Nach deren Aufgabe wurde auf ihrem Gelände die Siedlung „Seebad Woltersdorf“ erbaut.

## Verbindung mit anderen Gewässern in der Umgebung
Durch die Schleuse Woltersdorf am Südende des Kalkfließes ist der Kalksee nach Süden mit dem angrenzenden Flakensee verbunden. Nach Norden führt eine Verbindung durch den Stolpgraben und den Hohlen See in das Strausberger Mühlenfließ, das zum Langerhanskanal und zum Stienitzsee führt.